# Maj 2006

## 1 maja2006
- Mija druga rocznica przyjęcia Polski do Unii Europejskiej. 70% Polaków zadeklarowało w sondażu, że nie odczuło z tego powodu żadnych zmian, 17% stwierdziło, że obecność we Wspólnocie pozytywnie wpłynęła na ich życie, a 13% uznało, iż żyje im się gorzej. (wp.pl)
- W Polsce wprowadzono nowy wzór tablic rejestracyjnych, w którym dodano euroband – symbol Unii Europejskiej[1].
- Hiszpania, Portugalia, Finlandia i Grecja otworzyły rynek pracy dla nowych członków UE, w tym dla Polaków. Od 1 maja 2004 przez dwa lata 170 tys. obywateli RP znalazło legalną pracę w Wielkiej Brytanii, 70-80 tys. w Irlandii, które zniosły ograniczenia na rynku pracy od razu. (pb.pl)
- Kamil Durczok zadebiutował w Faktach TVN.

## 2 maja2006
- Na Jasnej Górze odbyła się dyskusja Rady Stałej Episkopatu Polski i biskupów diecezjalnych na temat Radia Maryja oraz spotkanie Zespołu Troski Duszpasterskiej o Radio Maryja z Radą Prowincji Zgromadzenia Redemptorystów. W reakcji na list nuncjusza apostolskiego z 6 kwietnia 2006 powołano Radę Programową Radia Maryja w celu wspólnego nadzorowania tej rozgłośni z ramienia episkopatu i zakonu. Wbrew wcześniejszym spekulacjom nie zostały podjęte decyzje personalne dotyczące Tadeusza Rydzyka. (wprost.pl, naszdziennik.pl)
- Muzeum Historii Polski, mające w nowoczesny sposób ukazywać całość polskiej historii, powołano w Warszawie. Akt powołania i nadania statutu nowej placówce podpisał minister kultury i dziedzictwa narodowego Kazimierz Michał Ujazdowski, na konferencji prasowej w towarzystwie m.in. premiera Kazimierza Marcinkiewicza. (radio.com.pl)
- Na cmentarzu w Dźharsugudzie we wschodnich Indiach pochowano Mariana Żelazka, najbardziej znanego polskiego misjonarza. (gazeta.pl)
- Premier Włoch Silvio Berlusconi złożył na ręce prezydenta Carlo Azeglio Ciampiego dymisję swego rządu. Jest to konsekwencja porażki jego centroprawicowego bloku w wyborach parlamentarnych z 9 i 10 kwietnia. (wprost.pl)

## 3 maja2006
- W ramach obchodów 215. rocznicy uchwalenia Konstytucji 3 Maja odbyło się szereg uroczystości w całej Polsce. Lech Kaczyński wręczył odznaczenia państwowe około 80 działaczom opozycyjnym z czasów PRL oraz kombatantom II wojny światowej. Działaczy „Solidarności” Andrzeja Gwiazdę i Annę Walentynowicz oraz arcybiskupa Ignacego Tokarczuka prezydent odznaczył Orderem Orła Białego. (gazeta.pl, wp.pl)
- 113 osób zginęło w katastrofie ormiańskiego samolotu, który rozbił się w pobliżu rosyjskiego kurortu Soczi nad Morzem Czarnym. (wp.pl)
- Podziemny pożar wybuchł w kopalni „Bielszowice” w Rudzie Śląskiej. W zagrożonym rejonie nie było wtedy ludzi. (wp.pl)
- Trzęsienie ziemi o sile 8,1 stopni w skali Richtera nawiedziło rejon wysp Tonga na Pacyfiku.

## 4 maja2006
- Niespełna godzinę trwało w katowickiej Prokuraturze Apelacyjnej przesłuchanie byłego prezydenta Aleksandra Kwaśniewskiego, który zeznawał jako świadek w sprawie dotyczącej ułaskawienia przed siedmioma laty skazanego za morderstwo Petera Vogla. (radio.com.pl)
- W Kancelarii Premiera odbyło się spotkanie premiera Kazimierza Marcinkiewicza z szefem Samoobrony Andrzejem Lepperem, który ma być wicepremierem i ministrem rolnictwa w koalicyjnym rządzie Marcinkiewicza. (wp.pl)
- Prawie 20 nowych gatunków planktonu, oraz jeden gatunek ryby z rzędu wężorokształtnych odkryli naukowcy podczas trzytygodniowej wyprawy badawczej w głębinach Atlantyku. (wp.pl)
- W swoim oświadczeniu Światowy Kongres Żydów stwierdził, że zaproponowana przez rząd polski zmiana nazwy „Obóz Koncentracyjny Auschwitz” na „Były Nazistowski Niemiecki Obóz Koncentracyjny Auschwitz-Birkenau” jest delikatnym zagadnieniem. W dokumencie podkreślono, że Polska nie powinna być obarczana odpowiedzialnością za holokaust, a wina za ludobójstwo spada na nazistów oraz ich sojuszników z czasów II wojny światowej. (wp.pl)

## 5 maja2006
- Prezydium klubu LPR zaaprobowało tekst umowy koalicyjnej. (gazeta.pl)
- Prezydent Lech Kaczyński powołał nowych członków rządu. Przewodniczący Samoobrony Andrzej Lepper został wicepremierem i ministrem rolnictwa, Anna Kalata ministrem pracy, Antoni Jaszczak ministrem budownictwa, a szef Ligi Polskich Rodzin Roman Giertych wicepremierem i szefem resortu edukacji oraz najmłodszy 27-letni Rafał Wiechecki ministrem gospodarki morskiej. Koalicja rządowa uzyskała w Sejmie bezwzględną większość 245 głosów.(gazeta.pl, naszdziennik.pl)
- W kilku miastach Polski Partia Demokratyczna i Stowarzyszenie „Młode Centrum”, zorganizowały demonstracje sprzeciwu wobec wyboru Andrzeja Leppera na wicepremiera, głosząc hasło Lepper musi odjeść nawiązujące do jego słynnego sloganu Balcerowicz musi odejść.
- Pozostałości po przedromańskiej budowli pod kościołem NMP na Ostrowie Tumskim w Poznaniu, wykazały badania specjalistycznym radarem. Naukowcy dopuszczają hipotezę, że są to relikty kaplicy ufundowanej przez żonę Mieszka I – Dąbrówkę. (wp.pl)

## 6 maja2006
- W katastrofie amerykańskiego śmigłowca wojskowego CH-47 Chinook, który rozbił się w trakcie operacji bojowej we wschodnim Afganistanie, zginęło wszystkich 10 amerykańskich żołnierzy, znajdujących się na pokładzie.
- Jeden Polak został lekko ranny, dwóch wraz z arabskim tłumaczem uległo ogłuszeniu podczas wybuchu miny-pułapki w Diwanii w Iraku. Do zdarzenia doszło w centrum miasta.

## 7 maja2006
- Samochód-pułapka wybuchł w świętym mieście szyitów Karbala w południowym Iraku, zabijając 21 osób i raniąc 52. (wp.pl)
- Aktorzy Zbigniew Zamachowski i Jolanta Fraszyńska, reżyser Izabella Cywińska i kompozytor Michał Lorenc to goście 20. Tarnowskiej Nagrody Filmowej. Impreza potrwa tydzień. (wp.pl)

## 8 maja2006
- Premier Kazimierz Marcinkiewicz nie przyjął dymisji ministra zdrowia Zbigniewa Religi. (bankier.pl)
- Nowym prezesem Giełdy Papierów Wartościowych w Warszawie został Ludwik Sobolewski, wiceprezes Krajowego Depozytu Papierów Wartościowych. Został wybrany przez nadzwyczajne zgromadzenie giełdy 99,949% głosów (ok. 99% głosów ma Skarb Państwa) przy 0,05% głosów wstrzymujących się. Był jedynym kandydatem w tym głosowaniu. W całym postępowaniu kandydatur zgłoszono dwanaście. (Gazeta.pl)
- Wicepremier Andrzej Lepper został prawomocnie skazany na rok i trzy miesiące w zawieszeniu na 5 lat za pomówienie w 2001 r. pięciu polityków PO i SLD. Sąd Apelacyjny (SA) w Warszawie oddalił apelację jego obrony, jako „oczywiście bezzasadną”. (wp.pl)
- Premier Kazimierz Marcinkiewicz powołał Stanisława Kluzę na urząd podsekretarza stanu w Ministerstwie Finansów.

## 9 maja2006
- Prezydent Lech Kaczyński powołał Annę Fotygę na nowego szefa resortu spraw zagranicznych. Prezydent odwołał z tego stanowiska Stefana Mellera. (wp.pl) Więcej w Wikinews
- Genowefa Wiśniowska – posłanka Samoobrony – została wicemarszałkiem Sejmu. Posłanka zastąpiła na stanowisku Andrzeja Leppera, który otrzymał nominację na wicepremiera i ministra rolnictwa w rządzie Kazimierza Marcinkiewicza. (wp.pl)

## 10 maja2006
- 7-8 tysięcy protestujących lekarzy, pielęgniarek i innych pracowników opieki zdrowotnej spod Sejmu udało się w kierunku Kancelarii Premiera. Siedmioosobową delegację z rezolucją zawierającą żądania protestujących przyjął marszałek Marek Jurek. (wp.pl)
- 11. prezydentem Włoch został 80-letni postkomunista Giorgio Napolitano, były przewodniczący Izby Deputowanych i były minister spraw wewnętrznych. (wp.pl)
- Warszawska prokuratura przesłuchała Wojciecha Jaruzelskiego. Komisja Ścigania Zbrodni Przeciwko Narodowi Polskiemu Instytutu Pamięci Narodowej postawiła generałowi zarzut kierowania zorganizowanym związkiem przestępczym o charakterze zbrojnym. (wp.pl) Więcej w Wikinews

## 11 maja2006
- Rada nadzorcza Telewizji Polskiej powołała Bronisława Wildsteina na stanowisko prezesa TVP. (wp.pl) Więcej w Wikinews

## 12 maja2006
- Sejm zdecydował, że powstanie Centralne Biuro Antykorupcyjne. Za powołaniem opowiedziało się 354 posłów, przeciw było 43, a 20 wstrzymało się od głosu. Przeciw ustawie głosowało tylko SLD. Wśród posłów, którzy wstrzymali się od głosu, znalazło się 12 z PSL oraz kilku z PO i SLD. Ustawa trafi teraz do Senatu. PiS ma w nim większość. (wp.pl Rzeczpospolita) Więcej w Wikinews
- Sejm wybrał skład komisji śledczej ds. banków i nadzoru bankowego. W 10-osobowej komisji PiS ma czterech członków, PO – dwóch, a pozostałe kluby – SLD, Samoobrona, LPR i PSL – po jednym. Komisja zebrała się na pierwszym posiedzeniu i wybrała Artura Zawiszę (PiS) na jej szefa. (wp.pl)
- Poinformowano o odkryciu przez obserwatorów Międzynarodowej Agencji Energii Atomowej w Iranie resztek wysoko wzbogaconego uranu. (Rzeczpospolita)

## 13 maja2006
- W Warszawie kilka tysięcy osób uczestniczyło w Paradzie Schumana, zorganizowanej podczas Dni Europejskich. W ten sposób zwolennicy integracji z Unią Europejską świętowali rozpoczęcie trzeciego roku w Zjednoczonej Europie. (wp.pl)
- Prezydenci Polski i Ukrainy Lech Kaczyński i Wiktor Juszczenko złożyli wieńce pod pomnikiem ku czci 366 ukraińskich cywilów, zabitych w 1945 r. przez Polaków w Pawłokomie. Szefowie państw wezwali do kroczenia drogą pojednania obu narodów. (wp.pl)
- 231 pseudokibiców zatrzymała stołeczna policja w związku z zamieszkami do jakich doszło w czasie i po meczu Legii z Wisłą Kraków w Warszawie. Rannych zostało 54 funkcjonariuszy, z czego 34 trafiło do szpitala. (wp.pl)
- Na nowego przewodniczącego niemieckiej SPD wybrany został Kurt Beck.
- Nowym liderem Czeskiej Partii Socjaldemokratycznej został Jiří Paroubek. W głosowaniu, w którym był jedynym kandydatem, zdobył 90% głosów. (Rzeczpospolita)

## 14 maja2006
- Sekretarz stanu Kancelarii Premiera Ryszard Schnepf odchodzi z Kancelarii Premiera, bo – bez uzgodnienia z premierem Kazimierzem Marcinkiewiczem – przedstawił koncepcję przyłączenia się Polski do budowy gazociągu bałtyckiego. (wp.pl)

## 15 maja2006
- Główny Lekarz Weterynarii Krzysztof Jażdżewski podał się do dymisji. Jażdżewski złożył podanie na ręce premiera, za pośrednictwem wicepremiera, ministra rolnictwa Andrzeja Leppera. (wp.pl)
- Policjanci rozpoczęli akcję protestacyjną. Domagają się przede wszystkim wzrostu płac. (onet.pl)

## 16 maja2006
- Co najmniej 4 podejrzanych o korupcję wysokich rangą urzędników Ministerstwa Finansów zatrzymało Centralne Biuro Śledcze na zlecenie Prokuratury Okręgowej Warszawa-Praga. Do sądu trafiły wnioski o ich aresztowanie. (wp.pl)
- Sejmowa debata na temat naprawy opieki zdrowotnej została po raz kolejny przełożona na późniejszy termin. Minister zdrowia Zbigniew Religa poinformował, że poprosił go o to premier w związku z wizytą papieża Benedykta XVI w Polsce. (wp.pl)
- Poseł LPR Radosław Parda został wiceministrem sportu. Informację tę potwierdził rzecznik rządu Konrad Ciesiołkiewicz. (wp.pl)
- Sąd Okręgowy w Katowicach przedłużył o kolejne trzy miesiące areszt byłym szefom Międzynarodowych Targów Katowickich (MTK), podejrzanych o przyczynienie się do katastrofy hali, w której zginęło 65 osób. O decyzji sądu poinformował rzecznik prowadzącej śledztwo w tej sprawie Prokuratury Okręgowej w Katowicach Tomasz Tadla. (wp.pl)

## 17 maja2006
- Krajowa Rada Radiofonii i Telewizji wybrała Elżbietę Kruk na przewodniczącego Rady. (wp.pl)
- Według dokumentacji IPN ksiądz Michał Czajkowski był tajnym współpracownikiem SB w latach 1960–1984 pod pseudonimem „Jankowski”. (wp.pl)

## 18 maja2006
- Martyna Wojciechowska, dziennikarka TVN i TVN Turbo zdobyła najwyższy szczyt świata – Mount Everest. Jest trzecią, a zarazem najmłodszą Polką, która zdobyła ten szczyt. (tvn.tivi.pl)
- Prezydenci Polski Lech Kaczyński i Niemiec Horst Koehler dobrze ocenili relacje między obu krajami. Przyznali, że są jednak rozbieżności w opiniach, m.in. w sprawie budowy rurociągu po dnie Bałtyku. Wizyta niemieckiego prezydenta związana jest z zakończeniem Roku Polsko-Niemieckiego. (wp.pl)
- Rada NFZ nie odwołała Jerzego Millera ze stanowiska szefa Narodowego Funduszu Zdrowia. Za odwołaniem było 5 członków Rady, trzech było przeciw, a jedna osoba wstrzymała się od głosu. (wp.pl)

## 19 maja2006
- Wojskowy Sąd Okręgowy w Warszawie ogłosił ostatnie wyroki w sprawie tzw. irackiej afery bakszyszowej. Pułkownik Mariusz S. został skazany na 4 lata pozbawienia wolności i zapłacenie grzywny w wysokości 245 tys. zł. Ponadto został wydalony z zawodowej służby wojskowej. (wp.pl)

## 20 maja2006
- Fiński zespół Lordi wygrał 51. edycję Eurowizji, zostając pierwszym zwycięzcą z Finlandii i gromadząc największą w historii konkursu liczbę punktów (292). Więcej w Wikinews
- Minister sprawiedliwości, prokurator generalny Zbigniew Ziobro ujawnił na konferencji prasowej, liczące ok. 2 tys. stron, materiały ze śledztwa dotyczącego tzw. moskiewskiej pożyczki dla PZPR z 1990 r. (wp.pl)
- Pięćdziesięciu członków Młodzieży Wszechpolskiej i ich sympatyków demonstrowało pod Urzędem Wojewódzkim we Wrocławiu poparcie dla wicepremiera i ministra edukacji Romana Giertycha. (wp.pl)
- Parlament iracki zatwierdził skład nowego rządu, przedstawiony przez desygnowanego na premiera Nuriego al-Malikiego, jednego z przywódców szyickiej partii Dawa (Zew Islamu). (wp.pl)

## 21 maja2006
- W 650-tysięcznej Czarnogórze odbyło się referendum, w którym mieszkańcy opowiedzieli się, czy chcą pozostać w luźnym związku w Serbią, czy wejść na drogę prowadzącą do niepodległości. Więcej w Wikinews
- Donald Tusk został ponownie wybrany przewodniczącym Platformy Obywatelskiej. Na konwencji partii uzyskał 533 głosy, a jego kontrkandydat Andrzej Machowski – 97. (wp.pl) Więcej w Wikinews

## 22 maja2006
- W Gdańsku spłonął zabytkowy kościół św. Katarzyny. (wp.pl) Więcej w Wikinews
- Oficjalnie zostały ogłoszone wyniki referendum na Czarnogórze, w którym 55,5% mieszkańców było za usamodzielnieniem Czarnogóry. Frekwencja wyniosła 86,9%. Więcej w Wikinews
- Krajowy Komitet Strajkowy (KKS) Lekarzy oraz Zarząd Krajowy Ogólnopolskiego Związku Zawodowego Lekarzy (ZK OZZL) domagają się spotkania z prezesem Narodowego Funduszu Zdrowia Jerzym Millerem. Według Komitetu Strajkowego w całym kraju strajkują 72 szpitale i inne Zakłady Opieki Zdrowotnej. (wp.pl)
- Prezes Prawa i Sprawiedliwości Jarosław Kaczyński zawiesił w prawach członka partii pomorskiego posła Ryszarda Kaczyńskiego, który wjechał w płot niedaleko Pucka.

## 23 maja2006
- Rząd przyjął program naprawy finansów opieki zdrowotnej autorstwa ministra zdrowia Zbigniewa Religi, zakładający zwiększenie środków na opiekę zdrowotną o 15 mld zł w ciągu trzech najbliższych lat. (wp.pl) Więcej w Wikinews

## 24 maja2006
- Na lotnisku narodowym w Stambule w dziale przesyłek towarowych wybuchł pożar.
- Sejm przyjął ustawę, która m.in. określa sposób likwidacji Wojskowych Służb Informacyjnych. WSI przestaną istnieć 30 września. 1 października zaczną działać nowe służby – Służba Kontrwywiadu Wojskowego (SKW) i Służba Wywiadu Wojskowego (SWW). (wp.pl) Więcej w Wikinews
- Minister sprawiedliwości Zbigniew Ziobro polecił wszczęcie śledztwa w sprawie opisanych przez Gazetę Wyborczą praktyk koncernu farmaceutycznego Roche, które – według ministra – „mogły mieć charakter korupcyjny”. (wp.pl)

## 25 maja2006
- Organizacja Sokoły Wolności Kurdystanu przyznała się w e-mailu do podpalenia lotniska w Stambule. Prawdziwą przyczyną pożaru według władz było zwarcie, a największa organizacja Kurdów, Partia Pracujących Kurdystanu zaprzeczyła jakimkolwiek związkom z „Sokołami”.
- Amerykański sąd umożliwił bankrutującemu Jukosowi sprzedaż akcji rafinerii w Możejkach PKN Orlen. Sprzedaż była wstrzymana na wniosek wierzycieli Jukosu – rosyjskich służb podatkowych, które doprowadziły spółkę do bankructwa. Sprzedaży sprzeciwiał się także zarządca komisaryczny Jukosu, Eduard Rebgun. Wpływy ze sprzedaży będą stanowiły istotny przypływ gotówki dla Jukosu. Orlen obejmie 53,7% akcji, ponad 40% udziałów należy do litewskiego rządu.
- Podróż apostolska Benedykta XVI do Polski (Zobacz w Wikinews)
  - Papież Benedykt XVI przybył do Polski o godz. 10:57. Na lotnisku Okęcie przywitał go m.in. prezydent Lech Kaczyński, prymas Polski kardynał Józef Glemp, premier Kazimierz Marcinkiewicz, marszałkowie Sejmu i Senatu, członkowie rządu i ambasador Polski w Watykanie. (wp.pl, Polska.pl, wprost.pl, radio.com.pl)
  - Pragniemy trwać mocni w wierze – powiedział prezydent Lech Kaczyński, witając papieża Benedykta XVI na lotnisku wojskowym Okęcie w Warszawie. Prezydent nawiązał w ten sposób do hasła pielgrzymki Benedykta XVI. Nasze serca są otwarte na przesłanie Ojca Świętego – zadeklarował Lech Kaczyński.
  - Podczas tej podróży do Polski będę wędrował śladami życia i pasterskiej posługi Karola Wojtyły – powiedział Benedykt XVI w powitalnym przemówieniu na warszawskim lotnisku. Jak dodał, pragnie zaczerpnąć z obfitego źródła wiary Polaków, które bije nieprzerwanie od ponad tysiąca lat. (wp.pl, radio.com.pl)
  - Oklaskami powitali papieża Benedykta XVI pielgrzymi zgromadzeni na Nowym Świecie i Krakowskim Przedmieściu. Papamobil minął kościół św. Krzyża na Krakowskim Przedmieściu, na fasadzie którego portret Benedykta XVI sąsiaduje z wizerunkiem Jana Pawła II, pod którym umieszczono napis „Santo subito” (święty natychmiast). (wp.pl)
  - Samochód papieski przejechał obok pomnika Powstania Warszawskiego, gdzie na przybycie Ojca Świętego oczekiwali od rana byli powstańcy. Benedykt XVI pobłogosławił wiernych.
(wp.pl)
  - Papieski samochód przejechał obok pomnika Bohaterów Getta. Benedykt XVI pozdrowił tłum wiernych, wśród których byli członkowie gminy żydowskiej i kilkadziesiąt osób odznaczonych medalem Sprawiedliwy wśród Narodów Świata. (wp.pl)
  - W archikatedrze św. Jana Chrzciciela prymas Polski Józef Glemp przywitał papieża słowami: Witamy Cię w Warszawie, chronologicznie trzeciej stolicy Polski, której sercem jest katedra. Nie jest ona ani najstarsza ani największa, jest jednak domem Bożym, w którego dziejach, jak w lustrze, najpełniej odbijają się dzieje polskiego ludu.
  - Żyjcie życiem skromnym, solidarni z wiernymi, do których jesteście powołani – powiedział papież Benedykt XVI, zwracając się do polskich duchownych w katedrze św. Jana w Warszawie. Duchowni przyjęli przemówienie owacją na stojąco. (wp.pl, interia.pl)
  - Papież Benedykt XVI po rozmowie z prezydentem Lechem Kaczyńskim w cztery oczy spotkał się z jego rodziną, premierem i korpusem dyplomatycznym. (wp.pl)
  - W kościele św. Trójcy w Warszawie odbyło się spotkanie ekumeniczne. (interia.pl, wp.pl)

## 26 maja2006
- W Niemczech miała miejsce seria ataków przedstawicieli skrajnej prawicy na obcokrajowców. (onet.pl).
- Podróż apostolska Benedykta XVI do Polski (Zobacz w Wikinews)
  - Najważniejsza uroczystość drugiego dnia pielgrzymki Benedykta XVI, msza święta odbyła się na pl. Marszałka Józefa Piłsudskiego. (wp.pl, interia.pl, gazeta.pl, wp.pl – Homilia papieża Benedykta XVI) Więcej w Wikinews
  - Papież Benedykt XVI dwukrotnie wyszedł do wiernych. Po raz pierwszy, po mszy na placu Piłsudskiego, a później pojawił się na balkonie Nuncjatury Apostolskiej w Warszawie. (wp.pl, interia.pl)
  - Śmigłowiec z papieżem Benedyktem XVI na pokładzie wylądował w Częstochowie na parkingu koło Domu Pielgrzyma u stóp Jasnej Góry. (wp.pl, gazeta.pl)
  - Po odśpiewaniu Litanii Loretańskiej do Najświętszej Maryi Panny, Benedykt XVI pobłogosławił Najświętszym Sakramentem zgromadzonych na błoniach wokół sanktuarium jasnogórskiego. Tym samym przed godz. 19:30 zakończyło się nabożeństwo majowe na Jasnej Górze, któremu przewodniczył Ojciec Święty. (wp.pl)
  - Papież Benedykt XVI przyleciał do Krakowa. Na lotnisku w Balicach papieża przywitali m.in. wojewoda małopolski Witold Kochan, marszałek województwa małopolskiego Janusz Sepioł i prezydent Krakowa Jacek Majchrowski oraz kardynał Franciszek Macharski i biskupi pomocniczy archidiecezji krakowskiej. (wp.pl, interia.pl, gazeta.pl)
  - Papież Benedykt XVI o godz. 21:44 pojawił się w „papieskim oknie” w Pałacu Arcybiskupów Krakowskich i pozdrowił zebranych. Wyjdź do okna! Przemów do nas! Kardynale puść papieża! – skandowali wcześniej wierni zgromadzeni na Franciszkańskiej. (wp.pl, gazeta.pl, interia.pl)

## 27 maja2006
- W Indonezji miało miejsce trzęsienie ziemi o sile 6,2 stopni w skali Richtera, w wyniku którego zginęło ponad 2900 osób, a kilka tysięcy zostało rannych. Epicentrum znajdowało się 25 km na południe od miasta Yogyakarta, na Oceanie Indyjskim na południe od Jawy. (interia.pl)
- Podróż apostolska Benedykta XVI do Polski (Zobacz w Wikinews)
  - 21 kapłanów razem z Benedyktem XVI koncelebrowało prywatną mszę świętą, którą papież odprawił rano w kaplicy Pałacu Arcybiskupów Krakowskich. (gazeta.pl)
  - Benedykt XVI odwiedził Wadowice – rodzinne miasto Jana Pawła II. Papież podkreślił, że pragnął zatrzymać się tu, gdzie budziła się i dojrzewała wiara Karola Wojtyły, by razem z wiernymi modlić się o rychłą beatyfikację i kanonizację Jana Pawła II. W domu Karola Wojtyły wpisał się do pamiątkowej księgi i podpisał specjalne błogosławieństwo dla wiernych, którzy będą zwiedzać dom-muzeum. (gazeta.pl)
  - Metropolita krakowski kardynał Stanisław Dziwisz witając, po włosku i po polsku, Benedykta XVI na wadowickim rynku zacytował słowa Jana Pawła II: Tu, w tym mieście, w Wadowicach wszystko się zaczęło. (wp.pl, wp.pl – tekst przemówienia)
  - W Wadowicach Benedykt XVI podziękował Bogu za pontyfikat Karola Wojtyły. Pragnę, jak on, prosić Matkę Bożą, aby miała pieczę nad Kościołem – mówił. Prosił też, by Polacy towarzyszyli mu taką samą modlitwą, jaką wspierali „wielkiego Rodaka”. (wp.pl, gazeta.pl, gazeta.pl – tekst przemówienia)
  - Kalwaria Zebrzydowska: papież Benedykt XVI przeszedł z bazyliki Matki Bożej Anielskiej do ołtarza polowego, gdzie zmówił z wiernymi modlitwę południową Regina Coeli i udzielił błogosławieństwa. (interia.pl)
  - Bardzo chciałbym przytulić każdego i każdą z was. Choć w praktyce nie jest to możliwe, w duchu przytulam was do serca, i udzielam wam mojego Apostolskiego Błogosławieństwa, w imię Ojca i Syna, i Ducha Świętego – powiedział papież po polsku do pielgrzymów, którzy przybyli do sanktuarium Bożego Miłosierdzia w Krakowie-Łagiewnikach. Wychodząc, Benedykt XVI pobłogosławił niepełnosprawne dziecko. (wp.pl, gazeta)
  - Dźwięk dzwonu Zygmunta przywitał Benedykta XVI, wjeżdżającego na Wzgórze Wawelskie. Papież krótko po godz. 18. złożył wizytę w katedrze na Wawelu, przed którą czekali na niego członkowie kapituły katedralnej. (wp.pl, gazeta.pl)
  - Papież przybył na krakowskie Błonia, by spotkać się z młodzieżą. Według policji, na Błoniach zgromadziło się 600 tysięcy młodych ludzi. (wp.pl, interia.pl, gazeta.pl)
  - Benedykt XVI pojawił się w oknie przy ul. Franciszkańskiej 3. Drodzy pielgrzymi! Dziś spotkałem się z młodymi na Błoniach. To był niezapomniany wieczór – powiedział po polsku papież. (gazeta.pl, wp.pl)

## 28 maja2006
- Podróż apostolska Benedykta XVI do Polski (Zobacz w Wikinews)
  - Odbyła się msza św. na krakowskich Błoniach pod przewodnictwem papieża Benedykta XVI. (wp.pl, interia.pl, gazeta.pl)
  - Drodzy przyjaciele, chciałbym wam podziękować za waszą obecność, za waszą przyjaźń, za waszą radość. Do zobaczenia w Rzymie, a jeśli Pan Bóg pozwoli, to również jeszcze w Krakowie – powiedział papież Benedykt XVI, który pokazał się przed godz. 16. w „papieskim oknie” Pałacu Arcybiskupów Krakowskich. (wp.pl, gazeta.pl)
  - Ostatni punkt pielgrzymki Benedykta XVI do Polski, to były obóz hitlerowski Auschwitz-Birkenau. Benedykt XVI przybył na miejsce masowej eksterminacji około miliona Żydów z całej Europy, a także Polaków, Cyganów (Romów), jeńców radzieckich oraz obywateli innych narodowości. Samotnie przekroczył bramę z napisem „Arbeit Macht Frei”. (wp.pl, interia.pl, gazeta.pl)
  - Jestem tu dziś, aby prosić o łaskę pojednania, aby prosić przede wszystkim Boga, bo tylko on może otworzyć i oczyścić ludzkie serca, ale również ludzi, którzy tu cierpieli – powiedział papież Benedykt XVI w byłym obozie koncentracyjnym KL Auschwitz II-Birkenau. (wp.pl, gazeta.pl)
  - Podróż apostolska papieża Benedykta XVI dobiegła końca. Na lotnisku Balice tłum wiernych pożegnał papieża. Pragnę zakończyć tę wizytę słowami z Listu św. Pawła, słowami, które towarzyszyły mojemu pielgrzymowaniu po polskiej ziemi: Czuwajcie, trwajcie mocno w wierze, bądźcie mężni i umacniajcie się! Wszystkie wasze sprawy niech się dokonują w miłości – powiedział Benedykt XVI. (wp.pl, gazeta.pl)

## 29 maja2006
- Warszawski sąd aresztował na dwa miesiące podejrzanego o korupcję wiceszefa ZUS z podwarszawskiego Pruszkowa. To kolejny zatrzymany w aferze korupcyjnej, w której wcześniej aresztowano pięcioro urzędników Ministerstwa Finansów. (wp.pl)

## 30 maja2006
- Sojusz Lewicy Demokratycznej w najbliższych dniach zaskarży do Trybunału Konstytucyjnego ustawę budżetową na 2006 rok. Według SLD, niezgodne z konstytucją jest przeznaczenie pieniędzy z budżetu na Świątynię Opatrzności Bożej w Warszawie. Prawo i Sprawiedliwość krytykuje stanowisko Sojuszu. (wp.pl)

## 31 maja2006
- Otwarcie Europejskiego Centrum Ekohydrologii UNESCO w Łodzi – pierwszej tego typu placówki na świecie, mającej za zadanie kompleksowe podejście do rozwiązywania problemów z wodą. (gazeta.pl, laboratoria.net).